# Edwin Barnes
Pour les articles homonymes, voir Barnes.
Edwin Ronald Barnes (né le 6 février 1935 et mort le 6 février 2019) est un prélat britannique. 
Il a été évêque au sein de l'Église d'Angleterre de 1995 à 2001. Pendant cette période, comme évêque de Richborough, il exerce la fonction de visiteur épiscopal pour la province de Cantorbéry, c'est-à-dire qu'il est chargé de l'accompagnement pastoral d'un certain nombre de paroisses qui ne peuvent accepter en conscience l'ordination des femmes au sacerdoce. Jusqu'en 2011, il est également président de l'association The Church Union (en).
Il est reçu au sein de l'Église catholique romaine, pour faire partie des premiers membres de l'ordinariat personnel de Notre-Dame de Walsingham, structure nouvelle destinée à accueillir les groupes d'anglicans convertis au catholicisme.

## Biographie

### Premiers postes au sein de l'Église d'Angleterre
Après son ordination sacerdotale en 1961, Edwin Barnes exerce les fonctions de prêtre assistant à Portsmouth avant de prendre en charge des paroisses à Farncombe et Hessle. En 1987, il devient le principal de la faculté de théologie anglo-catholique « Saint Stephen's House », de l'université d'Oxford. 

### Mandat de visiteur épiscopal
En 1995, à la suite de l'introduction de l'ordination des femmes au sacerdoce, Edwin Barnes est nommé évêque de Richborough, suffragant de l'archevêque de Cantorbéry. Il exerce la fonction de visiteur épiscopal. À ce poste, il est un des défenseurs énergiques de la vision traditionnelle de l'ordination et entre parfois en conflit avec ses confrères ou avec l'archevêque de Cantorbéry lui-même. C'est ainsi que Richard Holloway (en), évêque d'Édimbourg et primat de l'Église épiscopalienne écossaise, lui-même partisan affiché de l'ordination des femmes, utilise en janvier 1997 une procédure rarissime d'inhibition pour interdire à l'évêque Barnes de s'exprimer en Écosse, poussant l'archevêque de Cantorbéry George Carey à s'entremettre.
Le 31 octobre 2001, Edwin Barnes prend sa retraite, et Keith Newton lui succède au siège de Richborough et comme visiteur épiscopal.

### Réaction àAnglicanorum Coetibuset réception dans l'Église catholique
À la suite de la publication par le pape Benoît XVI de la constitution apostolique Anglicanorum Coetibus pour l'accueil de groupes et d'institutions issus de l'anglicanisme au sein de l'Église catholique, Edwin Barnes rédige une tribune dans le journal The Times, pour signaler son intérêt. Il félicite le Saint-Siège d'avoir compris « que l'Église d'Angleterre est si divisée qu'il lui faut parler aux différentes tendances qui la composent ». Rappelant que « l'archevêque de Cantorbéry a souvent reproché à l'Église épiscopalienne des États-Unis sa méchanceté à l'égard de ceux qui l'ont quitté à cause de leurs désaccords sur des questions telles que la consécration d'homosexuels ou l'ordination des femmes », il dit son espoir que ceux qui accepteront d'être reçus au sein de l'Église catholique pourront conserver leurs lieux de culte.
Le 8 novembre 2010, Edwin Barnes annonce publiquement, avec quatre autres évêques dont trois en activité, son intention de quitter l'Église d'Angleterre et pour rejoindre l'Église catholique. Il est reçu au sein de cette église le 21 janvier 2011 et reçoit, avec son épouse Jane, le sacrement de confirmation de Mgr Peter Ryan, lui-même ancien anglican converti, dans l'église Notre-Dame et St-Joseph de Lymington.

### Service au sein de l'Église catholique
Edwin Barnes est ordonné diacre le 11 février suivant par l'évêque de Portsmouth, Crispian Hollis (en), dans la chapelle privée de ce dernier. Ce même évêque lui confère l'ordination sacerdotale le 5 mars 2011 dans l'église cathédrale Saint-Jean l'Évangéliste, de Portsmouth. Étant marié, Edwin Barnes ne pourra en revanche pas être ordonné évêque de l'Église catholique. Il est un des premiers prêtres incardinés au sein de l'ordinariat personnel de Notre-Dame de Walsingham, créé en février 2011 pour accueillir les groupes d'anglicans convertis au catholicisme.
Resté président de l'association anglo-catholique The Church Union (en), Edwin Barnes ambitionne de faire fonctionner cette association de manière œcuménique, en y admettant des anglicans devenus membres de l'ordinariat. Il souhaite également que l'association puisse accorder une aide financière au fonctionnement de l'ordinariat. Constatant que ses projets sont mis en minorité, il renonce en août 2011 à se présenter pour un nouveau mandat de président.
Le 21 juin 2012, le pape Benoît XVI élève Edwin Barnes à la dignité de chapelain de sa sainteté.